# جورج تريفليان
السير جورج أوتو تريفليان (بالإنجليزية: Sir George Trevelyan, 2nd Baronet)‏ (1838 - 1928 م) هو مؤرخ وسياسي إنگليزي.
كان عضواً في مجلس العموم منتخباً لحزب الأحرار (1865 - 1897 م)، وعين وزيراً لإيرلندا في وزارة گلادستون (1882 - 1884 م). كانت ترجمته لخاله لورد ماكولي (1876 م) سبباً في ذيوع شهرته مؤرخاً.

## روابط خارجية
- جورج تريفليان على موقع الموسوعة البريطانية (الإنجليزية)